# Сатсоп (Вашингтон)
Сатсоп (енгл. Satsop) насељено је место без административног статуса у америчкој савезној држави Вашингтон.

## Демографија
По попису из 2010. године број становника је 675, што је 56 (9,0%) становника више него 2000. године.
| Група             | 2000.       | 2010.       |
| Белци             | 581 (93,9%) | 630 (93,3%) |
| Афроамериканци    | 7 (1,1%)    | 0 (0,0%)    |
| Азијати           | 12 (1,9%)   | 3 (0,4%)    |
| Хиспаноамериканци | 11 (1,8%)   | 17 (2,5%)   |
| Укупно            | 619         | 675         |